# Roland Petit

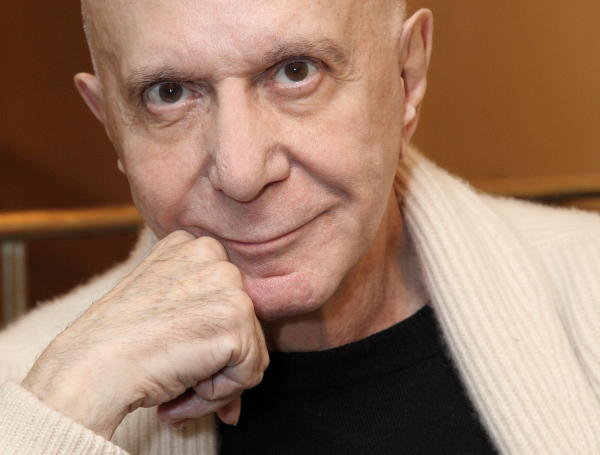
Roland Petit, 2009.

Roland Petit, född 13 januari 1924 i Villemomble, Frankrike, död 10 juli 2011 i Genève, Schweiz, var en fransk koreograf och dansare, och direktör för Parisoperans balett.

## Biografi
Petit fick sin utbildning vid balettskolan i Paris under Gustave Ricaux och Serge Lifar och började dansa med corps de ballet 1940. Han grundade Balett des Champs-Élysées 1945 och Ballets de Paris 1948, vid Théâtre Marigny, med sin hustru Zizi Jeanmaire som stjärndansare.
Petit samarbetat med Henri Dutilleux (Le Loup - 1953), Serge Gainsbourg, Yves Saint-Laurent och César Baldaccini och deltog i flera franska och amerikanska filmer. Han återvände till Parisoperan 1965 för att sätta upp en produktion av Notre Dame de Paris (med musik av Maurice Jarre). Han fortsatte sedan att leda baletter för de största teatrarna i Frankrike, Italien, Tyskland, Storbritannien, Kanada och Kuba.
År 1968, utlösta hans balett Turangalîla en liten revolution inom Parisoperan och fyra år senare, 1972, grundade han Ballet National de Marseille med pjäsen "Pink Floyd Ballet". Han regisserade Ballet National de Marseille under de kommande 26 åren. Som skapare av mer än 50 baletter i olika genrer, koreograferade han för ett stort antal av berömda internationella dansare. Han vägrade använda fria tekniska effekter utan höll fast vid att återuppfinna sin stil, sitt språk, och blev en mästare av duetter och berättande balett, men han lyckades också med abstrakta baletter.
Bland filmerna som han bidrog till finns Symphonie en blanc av René Chanas och François Ardoin (1942 kortfilm om dansens historia) där han framträdde som en dansare, och i filmeerna Alice i Underlandet 1948, Glasskon 1954, Allting går (med andra) 1956, och Black Tights som koreograf, författare och dansare 1960.

## Hedersbetygelser
År 1994 tilldelades Petit Prix Benois de la Danse som koreograf.

## Baletter i urval
Under sin karriär koreograferade Petit 176 verk, bland annat:
- Guernica (1945)
- Les forains (1945)
- Le jeune homme et la mort (1946)
- Carmen (1949)
- Ballabile (1950)
- Le loup (1953)
- The Lady in the Ice (1953)
- Notre-Dame de Paris (1965)
- Paradise Lost (1967)
- Kraanerg (1969)
- Pink Floyd Ballet (1972 and later)
- Roland Petit Ballet (1973)
- Proust, ou Les intermittences du coeur (1974)
- L'Arlésienne (1974)
- Coppélia (1975)
- La symphonie fantastique (1975)
- Cyrano de Bergerac (1978)
- Le fantôme de l’Opéra (1980)
- Les amours de Frantz (1981)
- The Four Seasons (music of Antonio Vivaldi, 1984)
- The Blue Angel (1985)
- Clavigo (1999)
- Duke Ellington (2001)
- Les chemins de la création (2004)